# Haamse
Haamse – wieś w Estonii, w prowincji Saare, w gminie Kaarma. W 2004 roku wieś zamieszkiwało 7 osób.